# Linepithema humiloides
Linepithema humiloides é uma espécie de formiga do gênero Linepithema.